# Émetteur du Bois de Chantuzier

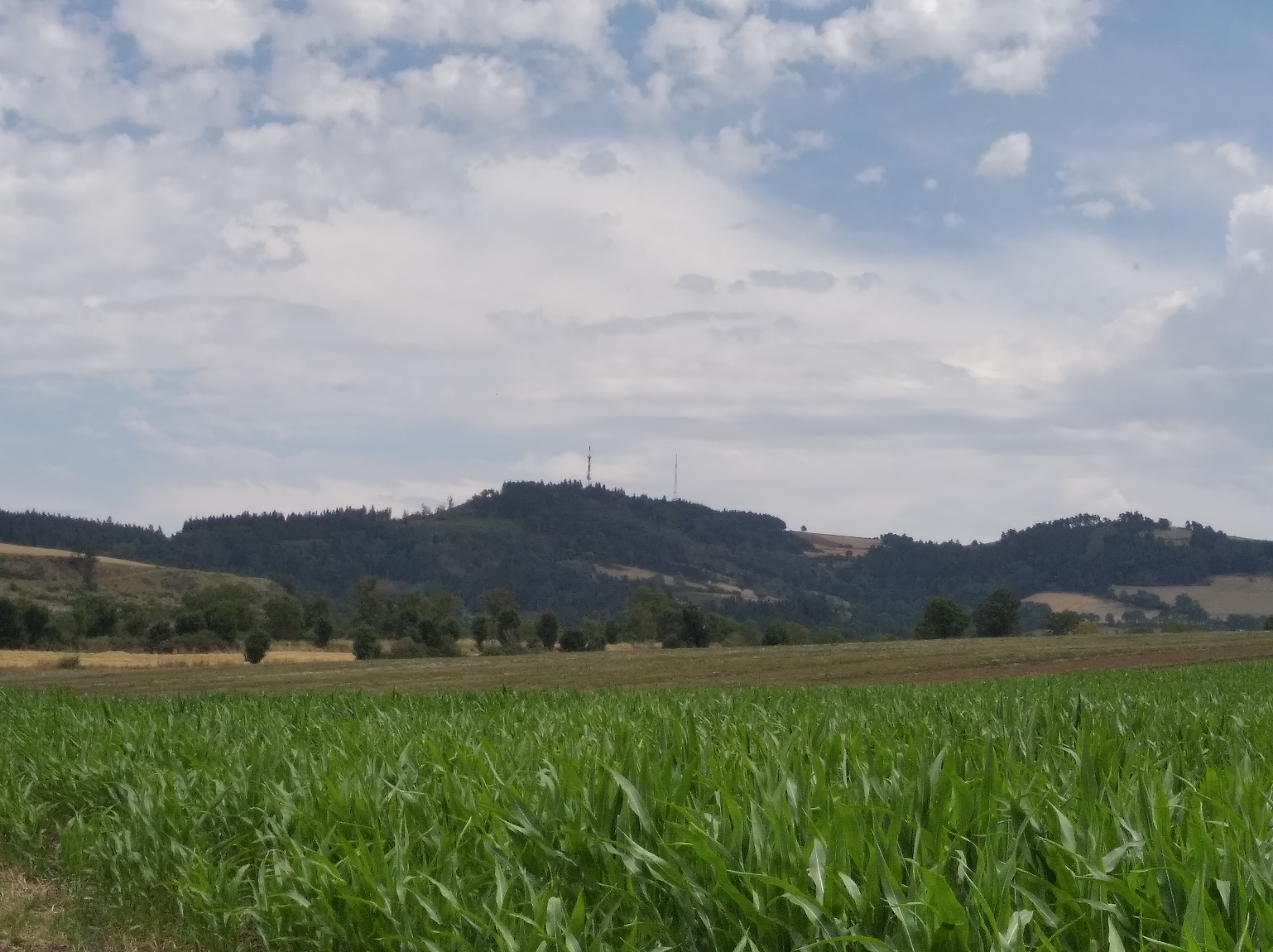
Émetteur du Bois de Chantuzier et son environnement.

L'émetteur du Bois de Chantuzier, situé dans la Haute-Loire à 6 km de la commune de Saint-Jean-de-Nay et à 23 km du Puy-en-Velay, est un site de diffusion pour la télévision numérique terrestre, la radio FM et possédant aussi des relais de téléphonie mobile, de WiMAX et de faisceaux hertziens.

## Composition du site[1]
| Type d'infrastructure | Diffusions                                                                                | Opérateur | Hauteur     |
| --------------------- | ----------------------------------------------------------------------------------------- | --------- | ----------- |
| Pylône haubané        | Télévision numérique (4 multiplexes) Radio FM Téléphonie mobile WiMAX Faisceaux hertziens | TDF       | 84,5 mètres |
| Pylône autostable     | Téléphonie mobile Faisceaux hertziens                                                     | TDF       | 32 mètres   |
| Pylône autostable     | Téléphonie mobile Faisceaux hertziens                                                     | Orange    | 32 mètres   |
| Pylône autostable     | Télévision numérique (2 multiplexes)                                                      | Itas Tim  | 95 mètres   |

## Diffusion

### Télévision

#### Télévision analogique
L'émetteur du Bois de Chantuzier diffusait 3 chaînes en analogique avec une puissance (PAR) de 15 kW jusqu'au 10 mai 2011.
| Chaîne            | Canal |
| ----------------- | ----- |
| TF1               | 63H   |
| France 2          | 57H   |
| France 3 Auvergne | 60H   |

#### Télévision numérique
| Multiplex | LCN              | Chaînes                                                          | Canal | Puissance (PAR) | Diffuseur |
| --------- | ---------------- | ---------------------------------------------------------------- | ----- | --------------- | --------- |
| R1        | 2 3 14 27        | France 2 France 3 Auvergne France 4 France Info                  | 48H   | 4 kW            | TDF       |
| R2        | 8 15 16 17 18    | C8 BFM TV CNews CStar Gulli                                      | 31H   | 4 kW            | TDF       |
| R3        | 4 26 41 42 43 45 | Canal+ LCI Paris Première Canal+ Sport Canal+ Cinéma(s) Planète+ | 32H   | 4 kW            | TDF       |
| R4        | 5 6 7 9 22       | France 5 M6 Arte W9 6ter                                         | 26H   | 4 kW            | TDF       |
| R6        | 1 10 11 12 13    | TF1 TMC TFX NRJ 12 LCP                                           | 21H   | 4 kW            | TDF       |
| R7        | 20 21 23 24 25   | TF1 Séries Films L'Équipe RMC Story RMC Découverte Chérie 25     | 35H   | 4 kW            | TDF       |
| R9        | 52               | France 2 UHD                                                     | 27H   | 4 kW            | TDF       |

#### Radio FM
L'émetteur du Bois de Chantuzier émet 3 radios publiques avec une puissance de 10 kW.
| Fréquence | Station        | Code RDS (PS) |
| --------- | -------------- | ------------- |
| 89.3      | France Culture | _CULTURE      |
| 92.8      | France Musique | MUSIQUE_      |
| 99.3      | France Inter   | __INTER_      |

#### Téléphonie mobileet autres transmissions
| Opérateur        | 2G  | 3G  | 4G  | FH  | Emplacement du relais             |
| ---------------- | --- | --- | --- | --- | --------------------------------- |
| Orange           | Oui | Oui | Non | Oui | Sur le pylône autostable d'Orange |
| SFR              | Oui | Oui | Oui | Oui | Sur le pylône autostable de TDF   |
| Bouygues Telecom | Oui | Oui | Oui | Oui | Sur le pylône autostable de TDF   |
| Free             | Non | Oui | Oui | Non | Sur le pylône haubané de TDF      |

- TDF : faisceau hertzien
- IFW (WiMAX) : BLR de 3 GHz.

## Photos du site
- Sur annuaireradio.fr (consulté le 23 avril 2017).
- Sur tvignaud (consulté le 23 avril 2017).